# Чемпионат Никарагуа по футболу
Чемпионат Никарагуа по футболу (исп. La Liga Primera) — Лига Примера  — высший дивизион никарагуанского футбола. По результатам соревнования определяется чемпион страны и представители Никарагуа в Лиге чемпионов КОНКАКАФ и Кубке УНКАФ. 

## История
Лига Примера была создана в 1933 году.
Чемпионат играется в двух частях, Апертура с августа по ноябрь и  Клаусура с января по май. За каждым из регулярных сезонов следует плей-офф четырех лучших команд в течение двухматчевого полуфинала и последующего финала. В конце последняя команда сводной таблицы обеих частей сезона вылетает в Сегунду, а также проигравшая плей-офф команд 8-го и 9-го места.

## Список чемпионов
- 1933 — Алас (Манагуа)
- 1934 — Атлетико (Манагуа)
- 1935−38 — не проводился
- 1939 — Лидо
- 1940 — Дирианген
- 1941 — Дирианген
- 1942 — Дирианген
- 1943 — Дирианген
- 1944 — Дирианген
- 1945 — Дирианген
- 1946 — Феррокарил (Манагуа)
- 1947 — Колехио
- 1948 — Феррокарил (Манагуа)
- 1949 — Дирианген
- 1950 — Адуана
- 1951 — Адуана
- 1952 — не проводился
- 1953 — Дирианген
- 1954 — Ла Салль
- 1955 — Адуана
- 1956 — Дирианген
- 1957 — не проводился
- 1958 — Атлетико
- 1959 — Дирианген
- 1960 — Ла Ника
- 1961 — Депортиво Санта Сецилия
- 1962−64 — не проводился
- 1965 — Депортиво Санта Сецилия
- 1966 — Флор де Канья
- 1967 — Флор де Канья
- 1968 — УЦА
- 1969 — Дирианген
- 1970 — Дирианген
- 1971 — Депортиво Санта Сецилия
- 1972 — Депортиво Санта Сецилия
- 1973 — Депортиво Санта Сецилия
- 1974 — Дирианген
- 1975 — УЦА
- 1976 — УЦА
- 1977 — УЦА
- 1978−79 — не проводился
- 1980 — Буфалос
- 1981 — Дирианген
- 1982 — Дирианген
- 1983 — Дирианген
- 1984 — Депортиво Масая
- 1985 — Америка (Манагуа)
- 1986 — Депортиво Масая
- 1987 — Дирианген
- 1988 — Америка (Манагуа)
- 1989 — Дирианген
- 1990 — Америка (Манагуа)
- 1991 — Реал Эстели
- 1992 — Дирианген
- 1993 — Ювентус (Манагуа)
- 1994 — Ювентус (Манагуа)
- 1994−95 — Дирианген
- 1995−96 — Дирианген
- 1996−97 — Дирианген
- 1997−98 — Вальтер Феррети
- 1998−99 — Реал Эстели
- 1999−00 — Дирианген
- 2000−01 — Вальтер Феррети
- 2001−02 — Депортиво Халапа
- 2002−03 — Реал Эстели
- 2003−04 — Реал Эстели
- 2004−05 — Дирианген
- 2005−06 — Дирианген
- 2006−07 — Реал Эстели
- 2007–08 — Реал Эстели
- 2008–09 — Реал Эстели
- 2009–10 — Реал Эстели
- 2010–11 — Реал Эстели
- 2011–12 — Реал Эстели
- 2012–13 — Реал Эстели
- 2013–14 — Реал Эстели
- 2014–15 — Вальтер Феррети
- 2015–16 — Реал Эстели
- 2016–17 — Реал Эстели
- 2017 Ап. — Вальтер Феррети
- 2018 Кл. — Дирианген
- 2018 Кл. — Манагуа